# Livigno
Livigno é uma comuna italiana da região da Lombardia, província de Sondrio, com cerca de 5065 habitantes. Estende-se por uma área de 211 km², tendo uma densidade populacional de 24 habitantes/km². Faz fronteira com Valdidentro.

## Geografia
Livigno situa-se a 1816 metros acima do nível médio das águas do mar. O seu rio principal é o Spöl. É também uma das poucas povoações italianas que não se incluem na bacia do Mediterrâneo, estando incluída na bacia hidrográfica do mar Negro.

## Isenção de impostos
Uma particularidade interessante desta cidade é a exclusão do IVA imposto pela União Europeia. Esta decisão foi tomada em 1910 porque a cidade, devido à sua localização, encontrava-se isolada por mais de seis meses por ano. Mesmo nos dias de hoje apenas três estradas ligam à cidade, duas provenientes da Suíça.

## Demografia
| Variação demográfica do município entre 1861 e 2011                               |
|                                                                                   |
| Fonte: Istituto Nazionale di Statistica (ISTAT) - Elaboração gráfica da Wikipedia |